# Metarranthis broweri
Metarranthis broweri är en fjärilsart som beskrevs av Rupert 1943. Metarranthis broweri ingår i släktet Metarranthis och familjen mätare. Inga underarter finns listade i Catalogue of Life.